# قناة قوش تيبه
قناة قوش تيبه ( (بالفارسية: کانال قوش تیپه) ؛ (بالأوزبكية: Qoʻshtepa kanali)‏‎ ) هي قناة تبنيها حكومة إمارة أفغانستان الإسلامية (طالبان) في شمال أفغانستان لتحويل المياه من نهر أمو داريا . من المتوقع أن يبلغ طول القناة 285 كيلومتراً. يُعتقد أن بناء القناة قد بدأ في آذار/مارس 2022.  وأعربت أوزبكستان عن قلقها من أن القناة سيكون لها تأثير سلبي على زراعتها. ومن المتوقع أيضًا أن تزيد القناة من كارثة بحر آرال عن طريق تحويل المياه من نهر آمو داريا. ومع ذلك، في عام 2023 أجرى المسؤولون الأوزبكيون محادثات مع طالبان بشأن قناة قوش تيبة. 
وبحسب حكومة طالبان، من المتوقع أن تؤدي المبادرة إلى تحويل 550 ألف هكتار من الصحراء إلى أراضٍ زراعية. جعلت طالبان قناة قوش تيبة مشروعًا ذا أولوية. تُظهر الصور التي قدمتها بلانيت لابز أنه من أبريل 2022 إلى فبراير 2023 حُفر أطول من 100 كيلومتر من القناة.  أعرب خبراء ومهندسون مستقلون عن شكوكهم بشأن المشروع، قائلين إن طالبان لا تمتلك الدراية اللازمة لإكمال القناة بشكل فعال وأن تمويل المشروع سيكون صعبًا، إذ لا مانح أجنبياً راغب في تأييده.
وفي شهر آذار/مارس قال إنعام الله سمنجاني نائب المتحدث باسم الإمارة الإسلامية "هذه القناة سيبلغ طولها 285 كيلو متراً، وعرضها 100 متر، وعمقها 8,5 متراً، وتبلغ طاقتها الإروائية 550 ألف هكتار، وتنقل 650 متراً مكعباً من المياه في الثانية الواحدة، وسيتم إنشاؤها في غضون ست سنوات...المرحلة الأولى من القناة تبلغ طولها 108 كم، وستستغرق سنة، أما المرحلتان الثانية والثالثة اللتان تبلغان 177 كم فسيتم إتمامهما في غضون خمس سنوات.
وقالت وكاة أبناء باختر "بحسب المختصين، فإن مشروع قناة “قوش تيبه” العملاق لن يحقق الاكتفاء الذاتي لأفغانستان في إنتاج القمح فحسب، بل سيحول أفغانستان إلى دولة مصدرة للقمح في المنطقة، جدير بالذكر بأن مصدر مياه هذه القناة هو نهر جيحون، بحيث تبتدئ من مديرية كالدار بولاية بلخ، مروراً بمديريتي دولت آباد وآقتشه بولاية جوزجان، وانتهاء بمديرية أندخوي بولاية فارياب".
لم توقع أفغانستان على معاهدات إقليمية ولا دولية لاستعمال المياه العابرة للحدود في المنطقة. خصص الاتحاد السوفيتي مياه نهر أمو داريا بين أربع جمهوريات في آسيا الوسطى هي طاجيكستان وأوزبكستان وتركمانستان وقيرغيزستان، واستبعد أفغانستان. جادلت طالبان بأن للبلاد الحق في استخدام مياه نهر أمو داريا. 

## روابط خارجية
- A 2022 TOLOnews documentary about the canal على يوتيوب